# Saint-Quay-Portrieux
Saint-Quay-Portrieux (bret. Sant-Ke-Porzh-Olued) – miejscowość i gmina we Francji, w regionie Bretania, w departamencie Côtes-d’Armor.
Według danych na rok 1990 gminę zamieszkiwało 3018 osób, a gęstość zaludnienia wynosiła 779,84 osób/km² (wśród 1269 gmin Bretanii Saint-Quay-Portrieux plasuje się na 179. miejscu pod względem liczby ludności, natomiast pod względem powierzchni na miejscu 1050.).